# Пітерборо (переписна місцевість, Нью-Гемпшир)
Пітерборо (англ. Peterborough) — переписна місцевість (CDP) в США, в окрузі Гіллсборо штату Нью-Гемпшир. Населення — 3090 осіб (2020).

## Географія
Пітерборо розташоване за координатами 42°52′45″ пн. ш. 71°57′37″ зх. д. / 42.87917° пн. ш. 71.96028° зх. д. (42.879064, -71.960205).  За даними Бюро перепису населення США в 2010 році переписна місцевість мала площу 12,35 км², з яких 12,29 км² — суходіл та 0,06 км² — водойми.

## Демографія
Згідно з переписом 2010 року, у переписній місцевості мешкали 3103 особи в 1442 домогосподарствах у складі 750 родин. Густота населення становила 251 особа/км².  Було 1577 помешкань (128/км²).
Расовий склад населення:
| - 96,3 % — білих - 1,8 % — азіатів - 0,5 % — чорних або афроамериканців - 0,1 % — корінних американців |

До двох чи більше рас належало 0,8 %. Частка іспаномовних становила 1,4 % від усіх жителів.
За віковим діапазоном населення розподілялося таким чином: 19,2 % — особи молодші 18 років, 54,7 % — особи у віці 18—64 років, 26,1 % — особи у віці 65 років та старші. Медіана віку мешканця становила 47,9 року. На 100 осіб жіночої статі у переписній місцевості припадало 81,4 чоловіків;  на 100 жінок у віці від 18 років та старших — 77,1 чоловіків також старших 18 років.
Середній дохід на одне домашнє господарство  становив 73 144 долари США (медіана — 41 101), а середній дохід на одну сім'ю — 101 771 долар (медіана — 82 558). За межею бідності перебувало 6,6 % осіб, у тому числі 0,0 % дітей у віці до 18 років та 10,5 % осіб у віці 65 років та старших.
Цивільне працевлаштоване населення становило 1577 осіб. Основні галузі зайнятості: освіта, охорона здоров'я та соціальна допомога — 33,0 %, виробництво — 15,6 %, науковці, спеціалісти, менеджери — 14,5 %.